# Phanaeus zapotecus
Phanaeus zapotecus är en skalbaggsart som beskrevs av Stanley Joe Edmonds 2006. Phanaeus zapotecus ingår i släktet Phanaeus och familjen bladhorningar. Inga underarter finns listade i Catalogue of Life.